# Міхня Йон-Нестасе
Міхня Йон-Нестасе (нар. 7 лютого 1967) — колишній румунський тенісист.
Найвищу одиночну позицію світового рейтингу — 279 місце досяг 13 липня 1992, парну — 159 місце — 10 червня 1991 року.
Здобув 1 парний титул.

## Фінали турнірів ATP за кар'єру

### Парний розряд: 1 (1–0)
| Результат | W/L | Дата     | Турнір          | Покриття | Партнер     | Суперники                   | Рахунок       |
| --------- | --- | -------- | --------------- | -------- | ----------- | --------------------------- | ------------- |
| Перемога  | 1–0 | Сер 1990 | Санремо, Італія | Ґрунт    | Горан Прпич | Ула Юнссон Фредрік Нільссон | 3–6, 7–6, 6–3 |

## Титули на челленджерах

### Парний розряд: (3)
| Ранг | Рік  | Турнір              | Покриття | Партнер              | Суперники                     | Рахунок       |
| ---- | ---- | ------------------- | -------- | -------------------- | ----------------------------- | ------------- |
| 1.   | 1989 | Джакарта, Індонезія | Тверде   | Браян Пейдж          | Ніл Борвік Стів Ферлонґ       | 3–6, 6–3, 7–6 |
| 2.   | 1989 | Нікосія, Кіпр       | Ґрунт    | Срінівасан Васудеван | Шон Сеймур-Коул Нік Фулвуд    | 6–3, 6–7, 6–1 |
| 3.   | 1991 | Бенгалуру, Індія    | Ґрунт    | Габричідзе Володимир | Шон Сеймур-Коул Мартін Цумпфт | 2–6, 7–5, 6–3 |